# Peter E. Hart
Peter Elliot Hart (né à Brooklyn le 27 février 1941) est un scientifique et entrepreneur américain. Il a été directeur et président du comité d'administration de Ricoh Innovations, qu'il fonde en 1997. Il contribue de manière significative dans le domaine de l'informatique notamment à travers une série de publications largement citées dans les années 1967-1975, tout en étant associé au Centre d'Intelligence Artificielle de SRI International, un laboratoire dont il a également été directeur.

## Éducation
Hart étudie à l'Institut polytechnique de Rensselaer, où il obtient une licence en ingénierie électrique. Il poursuit ensuite ses études supérieures à l'Université de Stanford où il obtient sa maîtrise et son doctorat.

## Carrière
Lors de sa carrière au Artificial Intelligence Center de SRI International, Hart co-écrit une vingtaine d'articles, parmi lesquels la première mention de l'algorithme de recherche A * et la variante de la transformée de Hough, maintenant largement utilisée en vision par ordinateur pour identifier des segments de ligne droite dans une image. Il a également contribué au développement de Shakey the Robot.
Hart et Richard O. Duda sont les auteurs de «Pattern Classification and Scene Analysis», initialement publié en 1973. Ce texte classique est une publication largement citée, et la première édition a été imprimée pendant plus de 25 ans jusqu'à ce qu'elle soit remplacée par la deuxième édition en 2000.
Hart est actuellement vice-président du groupe chez Ricoh Company, Ltd.

## Récompenses et distinctions
Hart est un fellow IEEE et un fellow AAAI.